# Wen Xiu

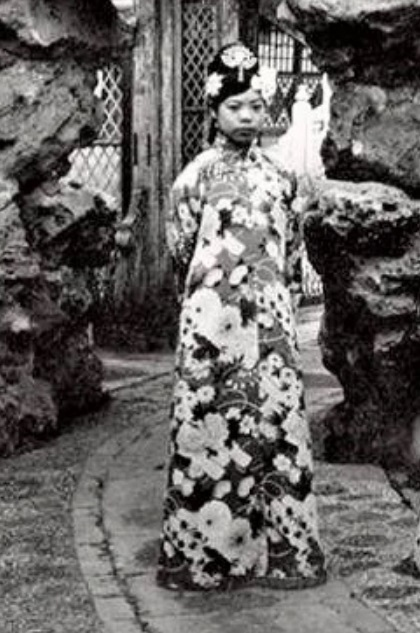
Wen Xiu

Wen Xiu ( 文绣), aussi connue sous le nom de Consort Shu ( 淑妃), (20 décembre 1909 – 17 septembre 1953), était une concubine du dernier Empereur de Chine, Xuan-Tong Puyi.
Wen Xiu quitta la Cité interdite en 1924, avec l'empereur Puyi et l'impératrice Wan Rong, et se rendit au jardin de Zhang à Tianjin. Elle demanda et obtint le divorce en 1931. Wen Xiu ne se remaria jamais.
À la suite du divorce, l'empereur Puyi, sous l'insistance des anciens partisans de la dynastie Qing, déchut Wen Xiu de ses titres impériaux.
En 2004, les descendants de la Maison Impériale Qing accordèrent des titres posthumes à l'empereur Puyi, ses deux épouses et ses deux concubines. Cependant, ils n'accordèrent aucun titre à Wen Xiu, car son divorce l'avait exclu de la noblesse.